# Корольков, Виктор Георгиевич
Ви́ктор Гео́ргиевич Королько́в (26 февраля 1936, Москва — 8 мая 1989, Москва) — советский футболист, нападающий. Мастер спорта СССР (1968). Заслуженный тренер Казахской ССР и Молдавской ССР.

## Карьера тренера
Работал главным тренером в командах «Шахтёр» (Караганда), «Кайрат», «Нистру», «Кубань», «Ротор». Работал также тренером-консультантом в командах «Спорт» (Таллин) и «Геолог» (Тюмень) — 1984—1989.
В 1968 году удостоен звания Мастер спорта СССР, в 1974 году — заслуженный тренер Молдавской ССР.
В 1973 году, будучи главным тренером молдавского «Нистру», на страницах еженедельника «Футбол-Хоккей», предложил создать сборную первой лиги, куда бы вошли лучшие футболисты турнира. Вскоре Управление футбола СССР приняло решение сформировать такую сборную. Формировали сборную тренеры команд-участниц первой лиги.
Был признан, по сути, только в Казахстане и Молдавии, где за успешную работу ему было присвоено звание заслуженного тренера этих республик. Также трудился и в России — в Краснодаре, Волгограде и Тюмени, вместе с Анзором Кавазашвили тренировал юношескую сборную РСФСР на Спартакиаде народов СССР 1983, где их команда заняла второе место. Был дисквалифицирован якобы за сговор сыграть вничью с клубом из другой союзной республики. На самом деле тот  матч, возглавляемый Корольковым, «Ротор» проиграл.

## Достижения

### Клубная карьера
- Серебряный призёр чемпионата СССР: 1962.

### Тренерская карьера
- Призёр второй группы класса «А» 1967.
- Двукратный серебряный призёр первой лиги СССР: 1973, 1979.
- Призёр второй лиги СССР: 1977.